# Honda Taiwan

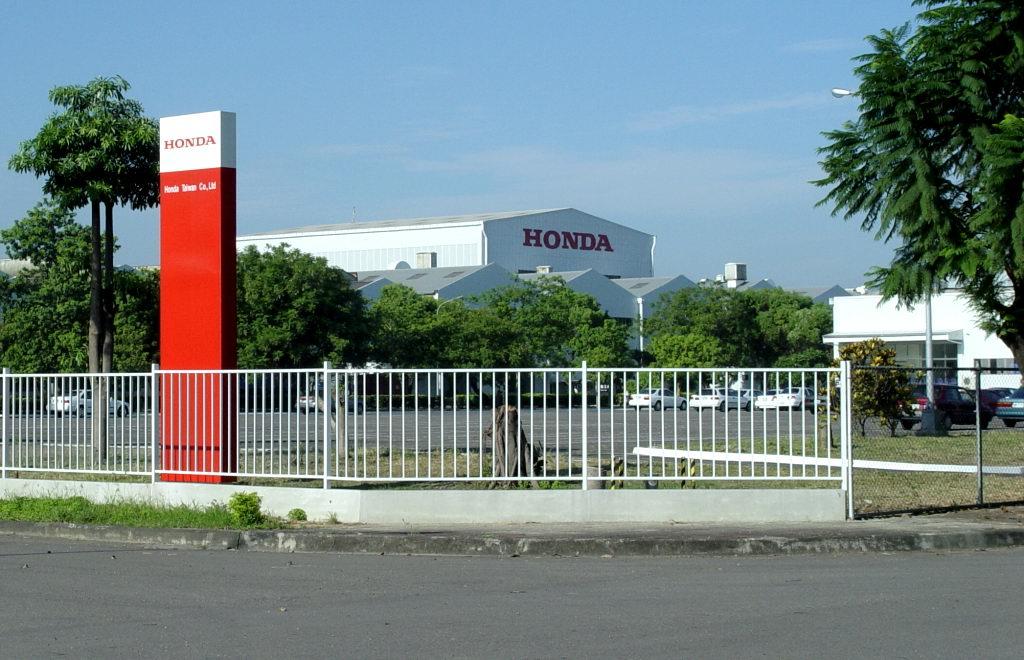
La fábrica de Honda Taiwan Motor Co., Ltd. en la ciudad de Pingtung, Taiwán.

Honda Taiwan Co. Ltd. es una filial de propiedad absoluta de Honda Motor Co., Ltd. que se estableció en febrero de 2002 , poco después de suspender su cooperación local Comenzó producciones y ventas del Honda CR-V en enero de 2003 y luego se amplió para incluir el Honda Accord en noviembre de 2003, el Honda Civic en 2006 y el Honda Fit en 2008. El 11 de noviembre de 2008 Honda Taiwán celebró el montaje de su vehículo número 100.000. En 2009, Honda Taiwan tenía en plantilla 740 personas.
Los productos de Honda distribuidos para el mercado taiwanés se habían fabricado y distribuido por el fabricante local de motocicletas Sanyang Industrial Co. durante 41 años, incluso antes de la creación de la filial. En Taiwán fue donde se construyeron los primeros automóviles de Honda en el extranjero, cuando comenzó el montaje en 1969 el N600 y el TN360. Honda decidió crear su propia filial con el fin de "aumentar la competitividad" y para reducir los costes de producción. El hecho de que Sanyang se había convertido en un productor de motocicletas con éxito por derecho propio, a menudo solía ser competencia directa con la venta de productos de Honda también puede haber tenido algo que ver con la decisión.
En 2001, su último año completo con Sanyang como distribuidor, Honda llevó a cabo sólo una cuota de mercado del 1,5% en Taiwán. En 2007, Honda pasó a Ford Lio Ho y se colocó en el cuarto puesto en el mercado de ventas de automóviles en Taiwán y en los primeros seis meses de 2010 la cuota de mercado de Honda había subido al 8,3% con el cuarto lugar consolidado